# Cross Game (Anime)

## Cross Game
Cross Game (クロスゲーム Kurosu Gēmu) es una manga del tipo comedia romántica enmarcado en el béisbol creado por Mitsuru Adachi, el cual fue distribuido comercialmante por Shogakukan en la Weekly Shōnen Sunday entre el 11 de mayo de 2005 y el 11 de febrero de 2010. El manga está compilado en 17 Tankōbon volúmenes, donde el volumen final fue publicado en abril de 2010, poco tiempo después de terminada la serie de anime. Recibió el Premio de Manga Shōgakukan por la categoría manga Shōnen en 2009, y ha sido elogíada internacionalmente como un gran éxito. El manga fue adaptado al anime, contando con un total de 50 episodios, y llevado al aire por TV Tokyo entre el 5 de abril de 2009 y 28 de marzo de 2010. El primer episodio, basado en el argumento del primer volumen del manga, recibió grandes elogios, incluso fuera de Japón.
Cross Game trata sobre la historia de Ko Kitamura y sus vecinas, las cuatro hermanas Tsukishima, Ichiyo, Wakaba, Aoba, y Momiji. Ko y Wakaba nacieron el mismo día en el mismo hospital, agregado a que son vecinos, condiciona una relación cercana entre ellos. Era tan cercana que Wakaba trataba a Ko como su novio, pero nada queda oficialmente aclarado respecto de su verdadera relación. Mientras que Aoba, un año menor que ellos, odiaba como Ko "alejaba" a Wakaba de su lado. Después del fallecimiento de Wakaba en un campamento, Ko y Aoba lentamente mejoraban su relación para poder cumplir el último sueño de Wakaba de verlos jugar en el Campeonato de béisbol de las Escuelas Secundarias en el Koshien Stadium.

## Lista de Episodios
1	Trébol de Cuatro Hojas 
2	¡Te Odio! 
3	¿Adecuadamente? 
4	Arma Secreta 
5	¿Podrías prestarme tu olla? 
6	¿Quién eres? 
7	Las apariencias no son mi fuerte 
8	Sois iguales 
9	¡Vamos a callarlos! 
10	Deja de Bromear 
11	Borra esa sonrisa de tu cara 
12	¡Ten un duelo conmigo! 
13	Campamento de Verano 
14	¿Su Puntuación? 
15	¡Disfrútalo más! 
16	¿Cómo debería saberlo? 
17	Lo tienes difícil 
18	Audición 
19	Recuerdos 
20	Mizuki Asami 
21	A pesar de... 
22	Mirando hacia nosotros, ¿verdad? 
23	¿Vamos a dar vuelta el juego, Cierto? 
24	No Renuncies 
25	¡Qué Honor! 
26	Lo sé 
27	...Posible 
28	Terminemos esto 
29	¿Quién? 
30	Wakaba 
31	¡Ellos Crecen! 
32	Espera 
33	O tal vez es el destino 
34	Año Nuevo 
35	14 de Febrero 
36	¡Al Baseball de Chicas! 
37	Sólo porque no tuve una buena siesta 
38	Es su primera cita 
39	Siempre 
40	So bobo! 
41	Vamos, Koshien! 
42	Todos los veranos 
43	El mismo de siempre 
44	Un Lanzamiento Imprudente 
45	¡Esa es mi lema! 
46	¡Tengo un mal presentimiento acerca de esto! 
47	¿Está bien una mentira? 
48	Sí 
49	¿Estás disfrutando esto? 
50 Más que nadie en el mundo

## Argumento
En el inicio de la parte uno, Ko Kitamura, hijo del propietario de Kitamura Sports, vive en el mismo vecindario en el que está el Centro de Bateo, el cual es propiedad de la familia Tsukishima. Debido a que viven en el mismo vecindario y a la relación entre sus negocios, los Kitamura y los Tsukishima han sido muy cercanos por varios años, y sus hijos pueden ir y venir entre ambos hogares. Debido a que Ko y Wakaba tienen la misma edad, Aoba se siente celosa de todo el tiempo que pasa Ko con su hermana mayor. Aoba es una excelente lanzadora con una gran condición, y Ko entrenaba secretamente para volverse tan bueno como ella, por expresa petición de Wakaba, a pesar de que públicamente mostraba poco interés en el béisbol. Luego, Wakaba pierde la vida en un accidente de natación en un campamento de verano durante el quinto grado.
La parte dos se sitúa 4 años después donde terminó la parte uno y comienza con Ko en el tercer año de la Secundaria (Junior School), el cual todavía sigue entrenando secretamente. Cuando ingresa a la Seishu Gakuen (Escuela Secundaria Seichu)se une al club de béisbol junto con sus amigos de la infancia, Akaishi y Nakanishi. Sin embargo, el director Interino (El Director principal estaba de baja médica) había traído un nuevo entrenador, el cual consigo la transferencia de nuevos estudiantes, exclusivamente para conformar un equipo de béisbol más fuerte y competitivo. Este nuevo equipo, liderado por su estrella, Yūhei Azuma, es el claro favorito dentro de la escuela. A causa de que los tres amigos decidieron no tomar las pruebas para calificar al primer equipo, por decisión propia, fueron a formar parte del equipo "reserva" del club de béisbol, dirigido por anterior entrenador, Maeno. Como el entrenador del equipo principal de béisbol les prohibió el uso del campo de béisbol, tuvieron que utilizar el campo del equipo de Secundaria de Seishu (Seishu Junior School) para poder practicar. Debido a la rivalidad entre los equipos titular y "reserva", tuvieron un partido de "práctica" durante el verano, el cual ganó el equipo titular por un estrecho margen.
Durante las vacaciones de verano, mientras que el equipo titular disputaba el Torneo clasificatorio de la prefectura para ir a Koshien, el equipo "reserva" , bajo el mando de Maeno, entrenaba en una Escuela Primaria cerrada recientemente junto al apoyo de un misterioso anciano. Además, el equipo de Maeno jugaba partidos de práctica con otras secundarias locales, las cuales habían llegado a semifinales o incluso avanzado más dentro de los preliminares regionales. Cuando casi terminaba el verano, el director interino decide disolver el equipo "reserva". Sin embargo, el entrenador Maeno pide si pueden tener otro partido de práctica entre el equipo titular y el "reserva", bajo la condición de que el equipo perdedor se disolvería y el entrenador de ese equipo dejaría el cargo. El equipo de "reserva", el cual tenía a Aoba con jugador, ganó por un amplio margen. El equipo titular fue disuelto y tanto su entrenador como el director interino partieron a trabajar a otras escuelas.
En la primavera de ese año, Ko se convierte en estudiante de segundo año de Instituto y Aoba ingresa al Instituto Seishu (Seishu Gakuen). Yūhei, quien se quedó en Seishu a pesar de haber pertenecido al anterior equipo titular, tuvo que mudarse con la familia de Ko, ya que los dormitorios donde se estaba hospedando fueron cerrados. Un reformado equipo de béisbol de Seishu demostró su valor al derrotar al Instituto Sannō en la primera ronda del Torneo clasificatorio de verano de la prefectura. Sin embargo, en segunda ronda pierden contra el Instituto Ryuō durante el tiempo extra, poniendo fin a las esperanzas de que el Instituto Seishu llegara al Koshien ese año. Posteriormente el Instituto Ryuō logra llegar al Koshien donde logró llegar a semifinales del torneo, donde perdieron por un estrecho margen. Sin embargo, Ryuō ese mismo año logra ganar el Koshien de primavera, para el cual se ingresa por invitación (donde el Instituto Seishu no fue invitado).
Durante las vacaciones de verano de Ko y Aoba, una chica llamada Akane Takigawa se muda al lado de Ko. Lo que llama la atención es su asombroso parecido con la fallecida Wakaba Tsukichima. Esto provoca sentimientos encontrados entre los distintos personajes, particularmente en Ko, Aoba y Akaishi (quien también quería a Wakaba). Akane pronto se convierte en amiga de Ko y de las hermanas Tsukishima y comienza a trabajar en el Café Tsukishima. Un nuevo año comienza y la trama romántica adquiere más solides al mostrarse que Yūhei expresa un interés en Aoba. Mientras tanto, Seishu gana un nuevo asistente para el entrenador con la incorporación del hermano mayor de Yūhei, Jumpei, después de que se enterara de que Ichiyo Tsukishima le daría el sí en matrimonio solo si el Instituto Seichu lograr calificar para el Koshien.
Al comenzar el Torneo de Verano de Béisbol de la Prefectura, el Instituto Seishu logra ganar la primera ronda al Instituto Municipal Matsunami, sin que estos lograran anotar una sola carrera. En la segunda ronda, se enfrentaron al Instituto Municipal Sena liderado por Tatsumasa Miki, quien antes formó parte del antiguo equipo "titular" de Seishu. El Instituto Municipal Sena venía de vencer a un instituto que era dirigido por el anterior entrenador de Seishu, el conformó el "equipo titular". Seishu ganó el partido con un juego casi perfecto (un juego perfecto significa un juego de al menos 9 entradas y sin que los jugadores puedan llegar a base). Con este partido termina la Parte Dos.
- Datos: Q5485210